# Belvosiomimops barbiellinii
Belvosiomimops barbiellinii är en tvåvingeart som beskrevs av Townsend 1935. Belvosiomimops barbiellinii ingår i släktet Belvosiomimops och familjen parasitflugor. Inga underarter finns listade.